# Каатинга білоброва
Каати́нга білоброва (Herpsilochmus pileatus) — вид горобцеподібних птахів родини сорокушових (Thamnophilidae). Ендемік Бразилії.

## Опис
Довжина птаха становить 11 см. Самці сірі, тім'я чорне, над очима білі "брови", через очі проходить чорна смужка, кінчики покривних і рульових пер чорні. У самиць лоб охристий, на тімені чорні смужки, нижня частина тіла білувата, груди жовтуваті. Самці білобрової каатинги відрізняються від самців чорноголових каатинг більшим дзьобом, помітно коротшим хвостом і сірішою нижньою частиною тіла. Самиці білобрової каатинги відрізняються від самиць чорноголових каатинг меншою жовтою плямою, яка обмежується грудьми.

## Поширення і екологія
Білоброві каатинги поширені на східому узбережжі Бразилії, в штаті Баїї від Салвадора півночі до Транкосо на півдні. Це рідкісний птах, який живе в бразильському атлантичному лісі, рестінзі, тропічному сухому лісі на висоті до 50 м над рівнем моря.

## Збереження
МСОП вважає цей вид вразливим. Араел поширення птаха невеликий, а популяція, за оцінками дослідників, нараховує 1000-2500 птахів. Йому загрожує знищення природного середовища.